# 447 Валентина
447 Валентина (лат. 447 Valentine) је астероид главног астероидног појаса. Приближан пречник астероида је 79,22 km,
а средња удаљеност астероида од Сунца износи 2,987 астрономских јединица (АЈ).
Инклинација (нагиб) орбите у односу на раван еклиптике је 4,800 степени, а орбитални период износи 1886,009 дана (5,163 година). Ексцентрицитет орбите астероида износи 0,039.
Апсолутна магнитуда астероида износи 8,99 а геометријски албедо 0,071.
Астероид је откривен 27. октобра 1899. године.